# Teoría y Práctica de la Oligarquía Colectiva

Un pesado volumen, de encuadernación amateur, sin nombre ni títulos en la portada. Su imprenta parecía algo irregular. Las páginas estaban desgastadas en sus bordes, y caían fácilmente, desprendiéndose del ejemplar, como si "El Libro" hubiera pasado anteriormente por muchas otras manos. La inscripción en la cubierta interna hacía referencia:
 TEORÍA Y PRÁCTICA DE '
LA OLIGARQUÍA COLECTIVA 
POR
Emmanuel Goldstein

La Teoría y Práctica del Colectivismo Oligárquico es un libro de ficción dentro de la novela distópica de George Orwell "Mil novecientos ochenta y cuatro" (1984, escrito en 1949). El libro de ficción fue supuestamente escrito por Emmanuel Goldstein, el enemigo del partido gobernante ("inner party" o partido interno) del estado de Oceanía (El Partido), denominado así como "enemigo de muerte" por el propio partido interno. El Partido retrata a Goldstein como un exmiembro del partido interno, que conspiraba continuamente para deponer al Gran Hermano y derrocar a éste y al gobierno, pues se trata de un poder jerárquico, donde el máximo líder o líder supremo, ejercía la tiranía, y permanecía gracias al control que El Partido realizaba en su defensa, y defensa del partido interno a modo de supervivencia y perpetuidad.  En la novela, el protagonista, Winston Smith, lee el libro ficticio (sobre el Colectivismo Oligárquico) de Goldstein, después de que un supuesto amigo, O'Brien, le proporcione una copia. Winston había recordado que "Existían... historias susurradas sobre un terrible libro, un compendio de todas las herejías, del cual Goldstein era el autor, y que había estado circulando y circulaba, clandestinamente, aquí y allá. Era un libro sin título. La gente se refería a éste, en todo caso, simplemente como "El Libro", debido a la censura, y a la prohibición del propio libro, realizada por El Partido.

## Trasfondo

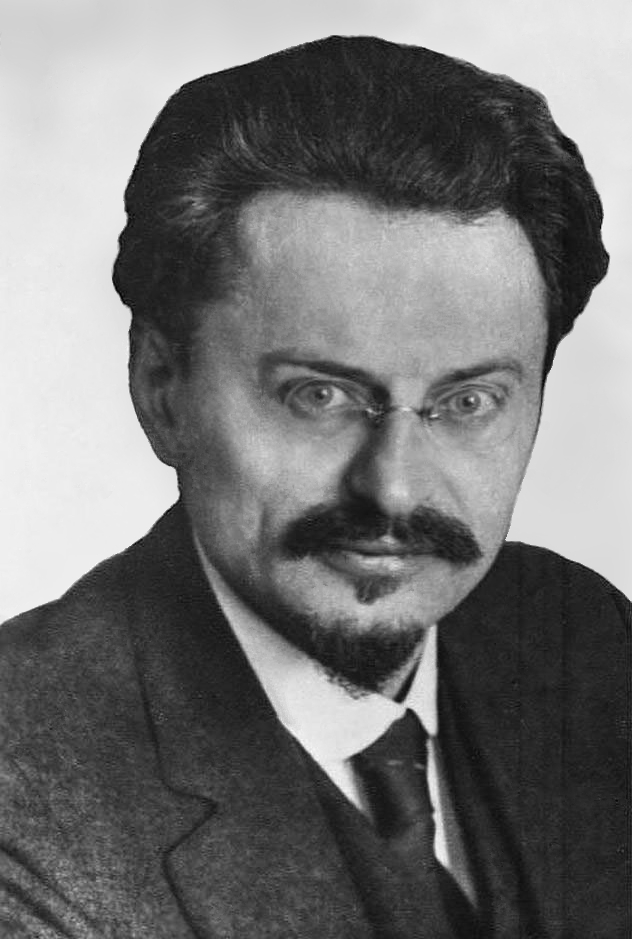
Al parecer, Orwell modeló el personaje de Emmanuel Goldstein a partir de León Trotsky, uno de los líderes de la Revolución Bolchevique..

En "Mil novecientos ochenta y cuatro", el protagonista, Winston Smith, escribe un diario en el que confiesa crímenes de pensamiento, como su odio secreto hacia el Gran Hermano y al Partido, con la finalidad de legarlo "al futuro" hacia futuras generaciones y jóvenes.  En el transcurso de su vida laboral en el Ministerio de la Verdad, Winston se acercó a O'Brien, miembro del Partido Interior, creyéndolo parte de "La Hermandad", denominación recibida por la plataforma que conspiraba contra El Partido, liderada por Goldstein contra El Partido y el tirano, de su país-continente (super-país) Oceanía .  Inicialmente, O'Brien aparece como tal, y se presenta así, especialmente cuando se las arregla para darle a Winston una copia de "El Libro", cuya posesión es un delito en el super-país de Oceanía. En una conversación, O'Brien le llega a decir a Winston que "El Libro" revela la verdadera naturaleza totalitaria de la sociedad distópica que El Partido estableció en el super-país de Oceanía (y que se refleja en las tiranías de los otros dos super-estados que parecen confluir o haber pactado la geopolítica para mantener control sobre los Proles, y los Medios de cada país), y que ser miembro pleno de "La Hermandad" requiere la lectura obligatoria de "El Libro".  Winston describe "El Libro" en su primer encuentro como:

... pero mediante el uso del doblepensamiento, él también logra que la realidad del partido no sea violada ... Decir mentiras, deliberadamente, mientras que se las cree, genuinamente, para olvidar cualquier hecho que se haya podido convertir en un inconveniente, y entonces, cuando sea necesario, volverlas a recuperar o instaurar del olvido, solo durante el tiempo que sea necesario, para cumplir una función, y denegar la existencia de la realidad objetiva, y todo lo que conllevaría la existencia de esa realidad objetiva, puntualmente. Incluso para utilizar la palabra "doblepensamiento" resulta necesario que la persona ejercite el doblepensamiento.

El término "Colectivismo Oligárquico" se refiere al Ingsoc, la ideología dominante del super-estado de Oceanía, y a las ideologías del neobolchevismo en Eurasia y el culto a la muerte (obliteración del "yo") en Asia Oriental. Winston leyó dos largos extractos que establecían cómo los tres super-estados totalitarios (Asia Oriental, Eurasia y Oceanía) surgieron de una guerra global, conectando así el pasado con su presente, en el año 1984, y explicaba la filosofía política básica del totalitarismo que derivó de las tendencias políticas autoritarias, manifestadas en el siglo XX. También que, las tres ideologías aparentemente opuestas, son funcionalmente idénticas, solo que se ajustaron a la sociedad donde se aplicaron, para contentar, atraer y ser apoyadas por los Proles, antes de la instauración de la tiranía, y ésta es la revelación central de "El Libro", y prácticamente de la novela, haciendo una especie de predicción, y proyección, de lo que estaría o podría suceder a partir del año 1984. 
Teóricamente, la oligarquía colectiva recuerda a la teoría del colectivismo burocrático presentada por algunos trotskistas a finales de los años 30, como una descripción de la Unión Soviética bajo el mando de Stalin. En este caso, el principal enemigo del pueblo del super-estado de Oceanía, Emmanuel Goldstein, sigue un modelo basado en lo que León Trotsky describía y criticaba al gobierno de Stalin, como un (y siendo un) un exmiembro del círculo interno del Partido Bolchevique a quien Stalin purgó y luego declaró enemigo del pueblo de la Unión Soviética, siendo y sintiendo traicionada la propuesta e ideales del propio estado socialista al que Trotsky había ayudado cuando se encontraba en Rusia. Desde el exilio, Trotsky criticó el sistema jerárquico establecido e impuesto sobre la sociedad y el pueblo de la Unión Soviética, como el establecimiento de una nueva jerarquía social.

## Contenido
El "Capítulo I: Ignorancia es fuerza" y el "Capítulo III: Guerra es paz" de "El Libro" se titulan con los lemas del partido interno; O'Brien se refiere más tarde a estos como los capítulos que presentan un programa para derrocar al partido interno. (El capítulo II, presumiblemente titulado "Libertad es esclavitud" después del lema del partido interno restante, no se detalla en la novela) pero parecen (los tres eslóganes) una forma de gaslighting para hacer a los Proles abandonar los tres principios fundamentales de la persona: fuerza-activación, libertad, y conocimiento y paz, tratando de crearles una realidad paralela, donde al abandonar esos tres principios, la verdadera masa colectiva, formada por personas individuales, sean fácilmente controlables.
"Ignorancia es Fuerza". En este capítulo se detalla la perpetua lucha de clases característica de las sociedades humanas;  comenzando con la observación histórica de que las sociedades siempre se han estado o se han dividido jerárquicamente en clases sociales y castas: los Superiores (que gobiernan); los Medios (que trabajan y anhelan suplantar a los Superiores) y los de Clase Baja (cuyo objetivo es la supervivencia diaria). Cíclicamente, los Medios deponen a los Superiores, alistando a la Clase Baja a su causa, mediante promesas de mejoras, que, en cuanto se alzan con el gobierno, los Medios olvidan. Así, en "El Libro" se expone que, en uno de los ciclos, al asumir el poder, los Medios (la nueva clase alta) apoyados por la Clase Baja (ahora denominados los Proles), integró una parte de la clase baja como "inner party" (partido interno) como fuerza o brazo político armado, por un lado, y como colectivo burocrático, por otro, elevando en un falso nivel, la servidumbre habitual de la clase baja para perpetuar sus propósitos. En este caso, las clases, que repetían perpetuamente el ciclo, cuando la clase media le habla a la clase baja de "justicia" y de "hermandad humana" (utilizando el populismo) para que les ayudaran a pasar de clase media a clase alta, para convertirse en gobernantes de la clase alta, queda impedido por la fuerza y el control burocrático de una línea intermedia alzada de la Clase Baja, inicialmente, permitiendo romper los ciclos, y perpetuar a los Medios que en ese último ciclo se convirtieron y pasaron de clase media a alta, y de ahí a gobernantes (ver Figura "Oligarquía colectiva").
Ian Slater escribe que, Goldstein, va más allá de las propias creencias y percepciones de George Orwell en trabajos anteriores, como La hija del clérigo, en el que los Medios fingen creer en la igualdad. En Rebelión en la Granja, el Estado buscaba poder para mejorar la sociedad, pero una vez que los avances tecnológicos hacen posible la igualdad, la clase media abandona sus promesas anteriores, ya que el socialismo sólo se interpone en el camino de sus objetivos; volviéndose explícitamente tiránicos y abiertamente hostiles a la igualdad. La nueva retórica de los Medios se convierte en Ingsoc y colectivismo jerárquico. Esta búsqueda de poder pura ávida de poder, sin ninguna pretensión o preocupación por la igualdad, distingue al partido interno, de tiranías anteriores, aunque El Partido inicialmente justificó su control a través de su dedicación al socialismo. Al centrarse en el colectivismo exclusivo de unos pocos (Oligarquía Colectiva) sustentada en una mayoría mansa (los Proles) controlados por la "thought police" y una línea de Proles que fue ascendida a fuerza de control mediante la violencia, como policía dentro del partido interno, junto con otra formada por una burocracia colectiva (mezcla entre la nueva clase alta, quienes permanecen en la clase media, y una línea de la clase baja ascendida desde los Proles), El Partido puede consolidar su poder y presentar al Ingsoc como una continuación inevitable del capitalismo en el que los Proles (la clase baja) ya no serían explotados. En realidad, las castas sociales ya no serían necesarias, pero, en la realidad, el colectivismo sólo sirvió para prolongar la explotación de los Proles (así denominó El Partido, a la clase baja bajo su tiranía). Slater afirmó que, si bien O'Brien no es dueño de su mansión, todavía vive en el lujo en comparación con las castas inferiores, los que ahora fueron denominados los Proles. Una vez que El Partido consolidó su poder, se abandonaron todas las justificaciones, quedando solo la justificación de mantenerse en el poder, y evitar que los Medios, puedan superarles en un nuevo ciclo (impidiendo siquiera la posibilidad y existencia de ese ciclo), es decir, la consolidación de su propia supervivencia y mantenimiento, utilizando para ello justificaciones temporales en forma de eventos, guerras (quizás pactadas) con los otros super-estados, y celebraciones o purgas para comprobar y recuperar la lealtad al partido interno (El Partido). El Partido en sí es una meritocracia, no hereditaria, pero que se estancó en un momento, donde se alzó a un Gran Hermano, más allá del propio partido interno, convirtiéndose en una tiranía sustentada en el colectivismo oligárquico, y la burocracia colectiva (junto con fuerzas de represión extraídas directamente de los Proles). Esto no tiene sus raíces en el igualitarismo, sino en la practicidad, ya que El Partido se dio cuenta de que su continuación dependía de la pureza de la ortodoxia, más que de un linaje, y era consciente de que, si ellos pudieron hacerlo en ese ciclo, eso mismo podrías sucederles al partido interno y su líder, el Gran Hermano, en el siguiente ciclo, si este se daba, por lo que buscaron y legitimaron las medidas para evitar el siguiente ciclo, especialmente a través del control del pensamiento, el control de "la verdad" ("postverdad") y la represión, castigo y opresión basada en la tecnología, los medios físicos de represión, y el control y represión inicial de la opinión pública (convirtiéndose en un control totalitario una vez que las masas fueron controvertidas con la "realidad" impuesta desde El Partido, y las purgas eliminaron a los disidentes de las tres clases). 

Oligarquía colectiva: la pirámide de clases sociales del super-estado de Oceanía en el año 1984.

Los Proles no tienen permitido el uso de la propaganda, y tienen controlada y reprimida su libertad de expresión. En cambio, es a la clase media –el Partido Exterior– a quien teme El Partido (partido interno), pues sí son conocedores de los medios utilizados por El Partido, conocen y pueden emplear la propaganda, pero en ese caso el control se ejerce restrictivamente, por la represión inicial sobre toda la población, y el control del pensamiento (posteriormente, una vez instaurada la tiranía). Eso se debe a que los Proles lo han perdido todo y no tienen nada, no tienen futuro, y lo desconocen, al desconocer el pasado, que ha sido manipulado por El Partido, creando una nueva historia o "postverdad"). Sin embargo, el Partido Exterior es consciente de ello. El Gran Hermano, a través del partido interno, y a través del Ministerio de la Verdad, practica el revisionismo histórico, que también priva a los Proles de su pasado. Privados de la capacidad de aprender de la historia y de las preocupaciones del futuro, los Proles existen en un estado de presente constante, siendo incapaces de realizar, proponer o sustenar, una revolución.  Para evitar cualquier heterodoxia, el Ministerio de la Verdad utiliza la neolengua, una lengua empobrecida que imposibilita la herejía omitiendo palabras que podrían expresarla. La neolengua también reduce el pensamiento a simples opuestos, como bueno y "malo", una dicotomía intencional que oculta matices y ambigüedades al tiempo que promueve el pensamiento en blanco y negro. Inicialmente se creó para evitar que los Medios, pudieran volver, utilizando la misma estrategia o cualquier otra, pero finalmente sirvió también para evitar disidentes dentro de su propio partido, o de los que pudieran surgir dentro de los Proles. Los miembros internos del partido están, además, sujetos a hábitos mentales autoengañosos, como el crimestop ("estupidez preventiva"), que detiene el pensamiento en el umbral del pensamiento políticamente peligroso, y el doblepensamiento, que permite sostener y creer simultáneamente pensamientos contradictorios sin darse cuenta de la contradicción,  a saber:
 

... pero mediante el uso del doblepensamiento, él también logra que la realidad del partido interno no sea violada;... Al decir mentiras, de manera deliberada, al mismo tiempo que genuinamente cree en ellas, para olvidar cualquier hecho que se convirtiera en un inconveniente, y entonces, cuando sea necesario, recuperar éstas del olvido, exclusivamente por el tiempo necesario, para denegar la existencia de la verdad objetiva, mientras que se sujeta, todo el tiempo, a la realidad que uno deniega. Incluso para ejercer y decir la palabra doblepensamiento, es necesario el ejercicio del doblepensamiento.

### Capítulo III
Antes de leer el primer capítulo, Winston leyó el tercero: "Guerra es paz", que explica el significado de ese eslogan-título, al repasar cómo se establecieron los super-estados globales: Estados Unidos se fusionó con el Imperio Británico (y más tarde América Latina) para formar Oceanía; los soviéticos absorbieron la Europa continental para formar Eurasia; y Asia Oriental surgió "después de una década de luchas confusas", con la anexión de Japón, Corea y partes de Mongolia y el Tíbet por parte de China propiamente dicha. En diversas alianzas, han estado en guerra durante veinticinco años (que se ha ido convirtiendo en eventos cambiantes, según les interesara a la geopolítica global, y a los 3 super-estados). Sin embargo, la guerra perpetua carece de sentido militar, porque "es una guerra de objetivos limitados entre combatientes que son incapaces de destruirse unos a otros, no tienen ninguna causa material para luchar y no están divididos por ninguna diferencia ideológica genuina", ya que cada uno es un estado totalitario.(Y además parece que lo han pactado desde el principio).
El avance científico se mantiene cuidadosamente bajo control por parte de El Partido y el Gran Hermano, ya que El Partido no quiere permitir ninguna abundancia no contabilizada de bienes, que posiblemente podría elevar la calidad de vida más allá de la mera subsistencia de los Proles. Los únicos avances tecnológicos permitidos son en y para el control mental, y el genocidio, objetivos idénticos y compartidos por cada uno de los superestados . Una vez que se perfeccionó el control mental, los super-estados alcanzaron la suficiente actividad y control, para ser libres de destruir a sus contra-partes (dentro del país) y algún día al resto de super-estados, en un golpe teórico único y decisivo que excluye las represalias (pero parece una justificación que promovió los avances para el control de su propia población y que fue compartida entre super-estados). El avance tecnológico, incluso en guerra, puede ser contraproducente para los objetivos de El Partido. Ninguno de los super-estados resulta finalmente una verdadera amenaza entre sí, ya que todos deben existir en un estado de guerra permanente limitada (pequeños eventos y guerras o contiendas temporales) para justificar el gasto, el propio partido interno, y la verdadera dedicación de los recursos, que es a mantener su nivel de vida, y sobrevivir evitando un nuevo ciclo donde los Medios, puedan superarles. Al aprovechar la histeria de la guerra y la exigencia de autosacrificio, cada una de las naciones no se declara la guerra entre sí sino a su propia población, a la que se mantiene en la ignorancia, al borde de la hambruna y con exceso de trabajo. La guerra limitada permanente también permite al partido interno desviar la atención de las preocupaciones internas y sus fracasos, y del empleo real de los recursos provenientes del esfuerzo y trabajo de los Proles. En lugar de promesas de una "vida fácil y segura", Slater describe que Orwell creía que la población necesitaba un nacionalismo heroico. Así, la guerra se convierte en una herramienta psicológica para establecer una especie de "paz" irónica, una estásis donde el progreso es imposible y nada cambia jamás, excepto la posibilidad de una eventual conquista global. (Que nunca llega, especialmente debido a que aparece un reparto global entre 3 super-estados). Sin embargo, aunque los miembros del partido interno han dedicado sus vidas a establecer a Oceanía como la potencia mundial universal, también utilizan un doble pensamiento en relación con la guerra, sabiendo que es necesario que el conflicto continúe indefinidamente para mantener intacta la estructura de la sociedad oceánica. .

### Capítulos posteriores
Winston nunca tuvo la oportunidad de terminar de leer "El Libro" Teoría y práctica de la oligarquía colectiva y conocer las razones y porqués de Oceanía y el orden mundial en 1984, pues la Policía del Pensamiento lo arresta a él y a Julia, pero cree que la esperanza de cambio reside en los Proles. O'Brien le revela más tarde durante la tortura que: "el poder es un fin en sí mismo"; manifestando la voluntad y el pensamiento del Gran Hermano, que o reside en El Partido, trasladado desde su líder el Gran Hermano, o expresando que, quizás, es el propio O'Brien, quien tortura a Winston para "curarle", quien no solo representa, sino es, el Gran Hermano (de ese partido interno, de ese super-estado).
"Siempre tendremos aquí al hereje a nuestra merced, gritando de dolor, destrozado, despreciable... y al final completamente arrepentido, salvado de sí mismo. Arrastrándose a nuestros pies por su propia voluntad. Ese es el mundo que estamos preparando, para tí, y para el resto, Winston. Un mundo de victoria tras victoria, triunfo tras triunfo tras triunfo; una presión, tras otra, sin fin sobre el motivo y la necesidad de poder."

## Autoría
O'Brien rechaza como una tontería la perspectiva de Winston Smith de que, el Gran Hermano (y El Partido), pueden ser derrocados, porque él es un miembro ferozmente devoto del partido interno y no un revolucionario de La Hermandad. En el Miniluv, O'Brien tortura a Winston para "curarlo" de su locura política: la creencia de que existe una realidad objetiva externa a la voluntad del Gran Hermano, de la realidad del partido interno. En sus conversaciones en la cámara de tortura, le dice a Winston que "El Libro" (libro de ficción supuestamente escrito por Goldstein) en realidad fue escrito por un comité que incluía a quien le torturaba, O'Brien. Cuando Winston le pregunta a O'Brien si "El Libro" es cierto, él responde: "Como descripción, sí. Sin embargo, el programa que presenta no tiene sentido".  El lector nunca sabe si la versión de O'Brien es cierta, o si la autoría de Goldstein es la versión veraz, ya que El Partido controla la historia a través de la "postverdad", una palabra neolengua de doble pensamiento, que significa que El Partido cambia el pasado para controlar el presente y el futuro, que se basa en las palabras: "quien controla el pasado controla el futuro. Y quien controla el presente controla el pasado". Entonces, el Partido (en cada super-estado) controla el presente, cambia el pasado y fuerza el futuro en su interés y existencia generalizada (evitando que "los Medios" puedan hacer lo que hicieron del partido interno, y lo que hizo el Gran Hermano, para alcanzar el poder y el control a través del gobierno y el colectivismo burocrático). Por lo tanto, mantener el colectivismo oligárquico y perpetuar el gobierno del Gran Hermano.
Las propias palabras de O'Brien al responder, pueden ser un medio denominado "gaslighting" que consiste en afirmar algo que no es cierto, para reafirmar una mentira o estado previo e intencionalmente planteado, o simplemente con la finalidad de alterar la realidad de la persona cuando observa una parte de la realidad objetiva que no conviene o resulta inapropiada para la persona que ejerce la técnica, devolviendo, mediante el gaslighting, a una mentira, creando una realidad diferente o una línea diferente a la realidad objetiva observada (y denunciada o reclamada) por la persona. Es una técnica frecuentemente utilizada por las personas de tipo o personalidad narcisista, que son incapaces de asimilar o admitir, que se han equivocado o que hicieron algo incorrecto.

## Significado
Eric Cheyfitz señaló que "cualquiera que sea la función de [este libro] dentro de la trama de la novela, Orwell utiliza su extensa elaboración en la novela para plantear puntos políticos sobre el presente de 1949 y el futuro que imagina que se desarrolla a partir de este presente". 
El libro ha sido también descrito como una parodia y crítica de La revolución traicionada: ¿qué es la Unión Soviética y hacia dónde va? (1937), de León Trotsky;  y The Managerial Revolution (1941), de James Burnham, ex trotskista .  